# François-Louis de Carondelet
 (mai 2024).
Si vous disposez d'ouvrages ou d'articles de référence ou si vous connaissez des sites web de qualité traitant du thème abordé ici, merci de compléter l'article en donnant les références utiles à sa vérifiabilité et en les liant à la section « Notes et références ».
François-Louis, baron de Carondelet (29 août 1753, château de Thumeries - 25 mars 1833, Thumeries), est un ecclésiastique, député du clergé aux États généraux de 1789.

## Biographie
D'une ancienne famille, il devient prévôt du chapitre de Seclin.
Le 7 avril 1789, il est élu député du clergé aux États généraux par le bailliage de Lille.

## Sources
- « François-Louis de Carondelet », dans Adolphe Robert et Gaston Cougny, Dictionnaire des parlementaires français, Edgar Bourloton, 1889-1891 [détail de l’édition]